# Rubia garrettii
Rubia garrettii är en måreväxtart som beskrevs av William Grant Craib. Rubia garrettii ingår i släktet krappar, och familjen måreväxter.
Artens utbredningsområde är Thailand. Inga underarter finns listade i Catalogue of Life.